# Shantanu
 (décembre 2017).
Si vous disposez d'ouvrages ou d'articles de référence ou si vous connaissez des sites web de qualité traitant du thème abordé ici, merci de compléter l'article en donnant les références utiles à sa vérifiabilité et en les liant à la section « Notes et références ».
Shantanu est un roi important mentionné dans le Mahabharata. 
Une de ses femmes est la déesse du Gange, Ganga. De cette union sont nés huit enfants, les Vasus, dont un seul survit, Bhishma.
Il a par la suite une autre femme, Satyavati, également une déesse mais sous forme humaine et née d'un poisson. Le pêcheur qui a attrapé ce poisson l'a découverte à l'intérieur de celui-ci et a fait sa fille. Une fois grande, elle aide son père dans son travail qui consiste à faire passer les pèlerins d'une rive à l'autre de la rivière. Un jour, le grand Parashurama vint à passer par là. Il tomba amoureux d'elle et de leur union naquît Vyasa, l'auteur d'ouvrages tels les Puranas et le Mahabharata dont la Bhagavad-gita forme le cœur de cet ouvrage. C'est en effet le livre le plus long au monde et le premier dans son genre qui décrit l'histoire d'une civilisation.[pas clair]